# Mustelus palumbes
Mustelus palumbes är en hajart som beskrevs av Smith 1957. Mustelus palumbes ingår i släktet Mustelus och familjen hundhajar. IUCN kategoriserar arten globalt som otillräckligt studerad. Inga underarter finns listade i Catalogue of Life.